# La Chapelle-Huon
La Chapelle-Huon är en kommun i departementet Sarthe i regionen Pays de la Loire i nordvästra Frankrike. Kommunen ligger i kantonen Saint-Calais som tillhör arrondissementet Mamers. År 2022 hade La Chapelle-Huon 517 invånare.

## Befolkningsutveckling
Antalet invånare i kommunen La Chapelle-Huon
| Referens: INSEE |

## Galleri

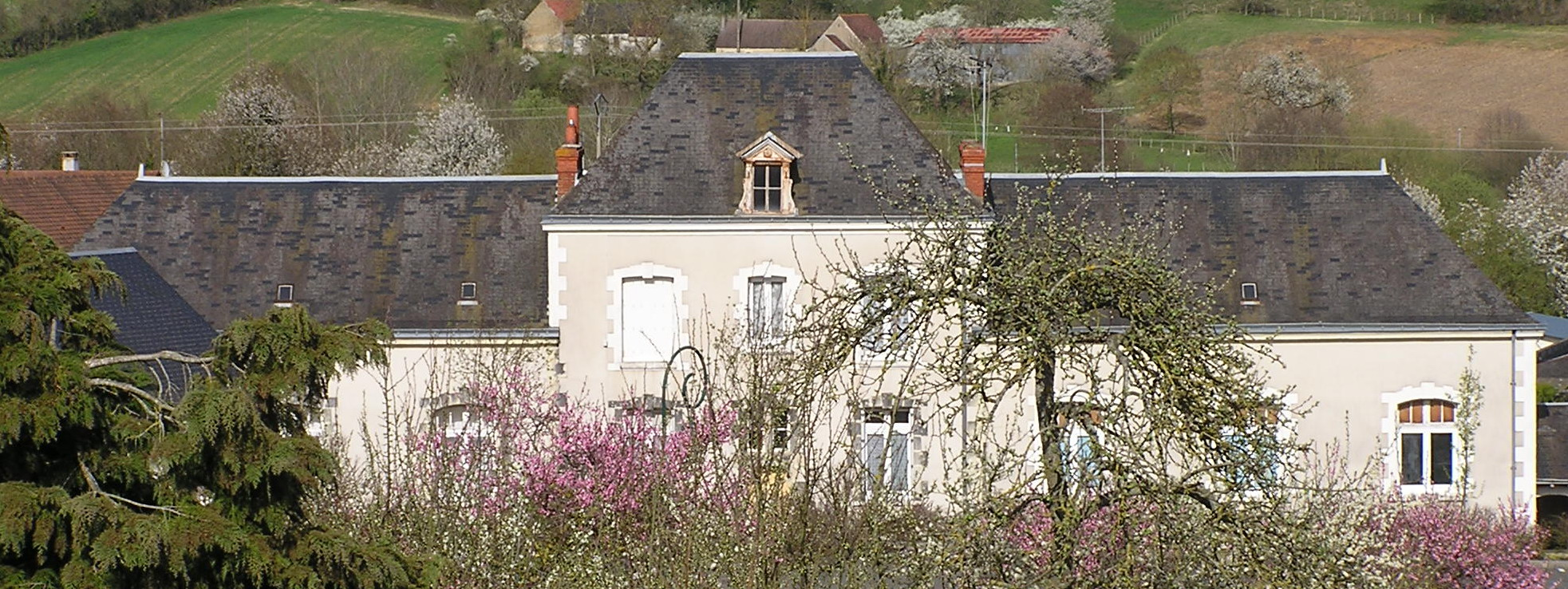
Skolan
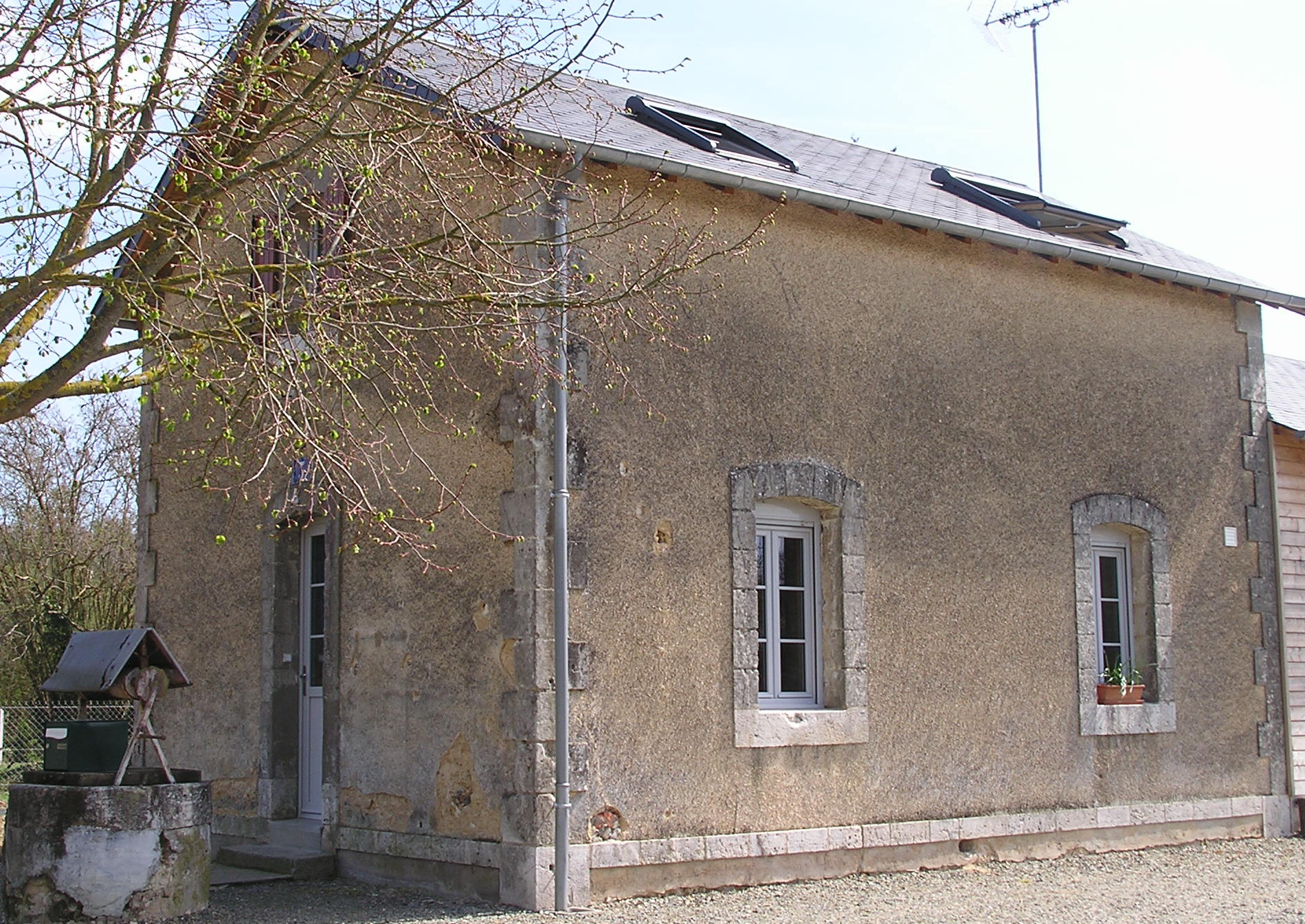
Stationsbyggnaden
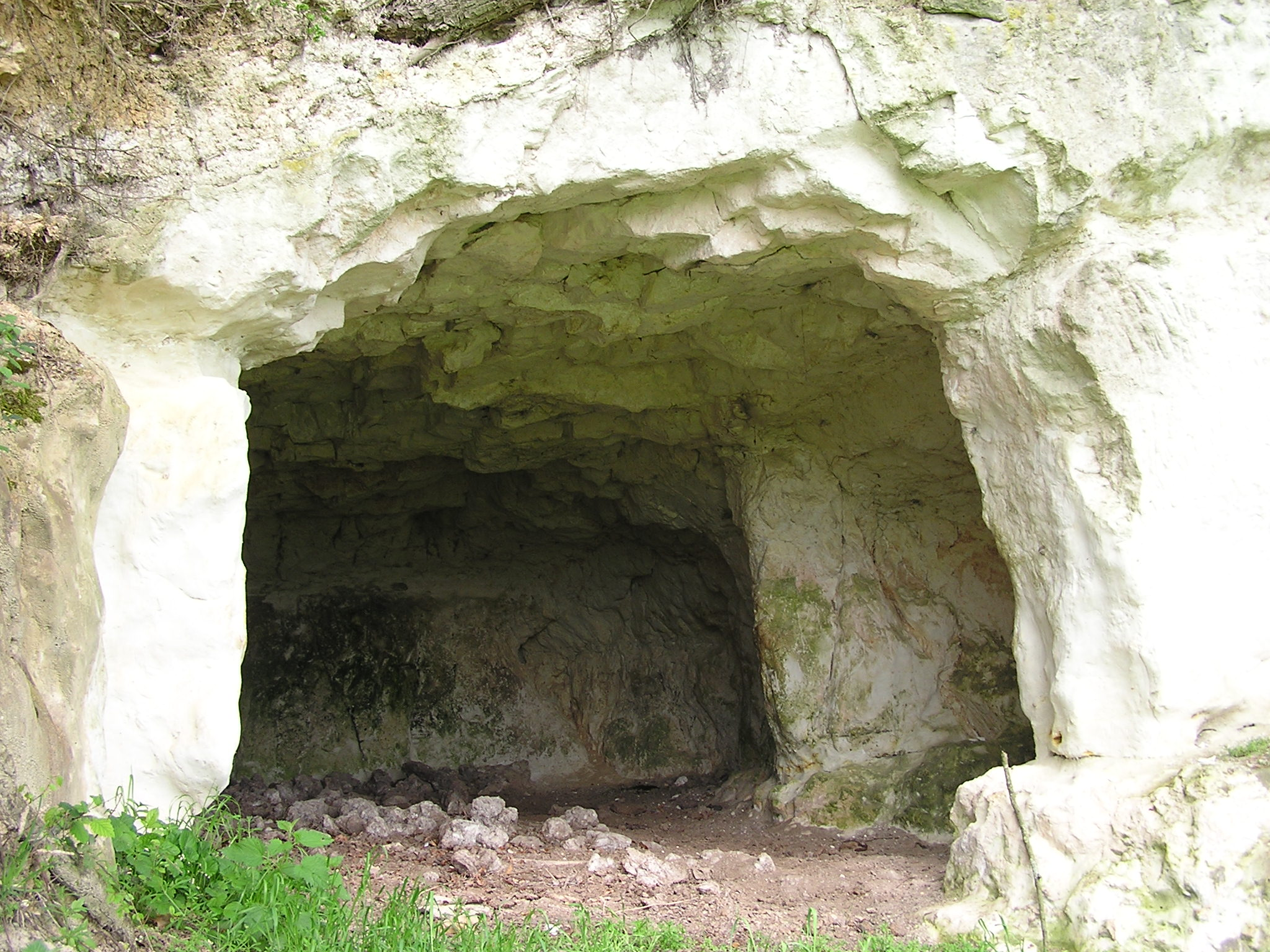
Den gamla grottan